# Albany, Quận Green, Wisconsin
Albany là một thị trấn thuộc quận Green, tiểu bang Wisconsin, Hoa Kỳ. Năm 2010, dân số của thị trấn này là 1.061 người.